# Mittweida
Mittweida é uma cidade do estado da Saxônia, Alemanha no distrito de Mittelsachsen.